# Ахо, Хейкки (режиссёр)
Хейкки Тааветти Ахо (фин. Heikki Taavetti Aho; 29 мая 1895, Хаусъярви, Великое княжество Финляндское, Российская империя  — 27 апреля 1961, Хельсинки) — финский режиссёр, кинооператор, фотограф, продюсер, сценарист документальных фильмов, предприниматель.
Один из пионеров документального кино Финляндии.

## Биография
Сын Юхани Ахо (1861—1921), первого профессионального писателя Финляндии и художницы Венни Сольдан-Брофельдт.
В 1910-х годах изучал инженерное дело в Гельсинфорском технологическом университете. Участник гражданской войны в Финляндии в 1918 году, служил в финской Красной гвардии. Во время сражения за Выборг, последнего крупного оплота красных на территории Финляндии, попал в плен к белофиннам.
В 1920-х годах Ахо продолжил обучение в университете Дрездена, где он получил степень магистра наук.
В 1925 году вместе со своим сводным братом Бьёрном Сольданом (1902—1953) основал в Хельсинки кинопроизводственную компанию «Aho & Soldan», целью которой было создание визуального образа Финляндии как новой нации, компания действовала до 1961 года и выпустила за это время более 400 документальных фильмов.
С 1926 года, как кинорежиссёр, снял более 35 документальных фильмов, написал 8 сценариев, продюсировал — 12 кинолент.

## Избранная фильмография
- Villilintujen parissa (документальный, 1927)
- Jean Sibelius kotonaan (документальный, 1927)
- Suomi kutsuu II — Lounais-Suomi (документальный, 1932)
- Suomi kutsuu (документальный, 1932)
- Ohran tarina (документальный, 1936)
- Suomi nousee (документальный, 1941)
- Laulu meren kaupungista (документальный, 1950)
- Saimaalta Uuraaseen (документальный, 1960)